# Дёлер, Теодор
Теодор Дёлер (в старых русских источниках иногда Дёхлер, нем. Theodor Döhler; 20 апреля 1814, Неаполь — 21 февраля 1856, Флоренция) — австрийский композитор и пианист периода романтизма.

## Биография
Сын неаполитанского придворного капельмейстера. С детства учился музыке у Юлиуса Бенедикта; показал большие способности и уже в 13-летнем возрасте выступал на публичных концертах. В 1827 году переехал в Лукку, когда его отец получил там новое назначение. С 1829 по 1834 год жил в Вене, где учился игре на фортепьяно у Карла Черни и в это же время изучал композицию у Симона Зехтера. С 1834 по 1845 год с успехом концертировал в различных странах Европы, в том числе в Италии, Франции, Нидерландах, Дании, польских землях и России. В 1841 году в связи с французскими гастролями Дёлера Генрих Гейне писал в газете Allgemeine Zeitung: «Некоторые числят его последним из пианистов второго ряда, другие полагают, что из пианистов третьего ряда он первый. Играет он очень мило и изящно. Его исполнение очаровательно, демонстрирует изумительную беглость пальцев, не выказывая, однако, ни силы, ни духа. Изысканное бессилие, элегантная беспомощность, интересная бледность».
В 1845 году в ходе одной из гастрольных поездок в Россию (вместе с Альфредо Пиатти) познакомился в Санкт-Петербурге с Елизаветой Сергеевной Шереметевой (1818—1890) и влюбился в неё, однако брак оказался невозможен ввиду её высокородности. Тем не менее по возвращении в Лукку в 1846 году покровитель Дёлера, герцог Лукки Карл, даровал ему титул барона — в силу чего он смог вернуться в Россию и жениться на Шереметевой. 
Венчались 29 апреля 1846 года в Петербурге в Симеоновской церкви, поручителем по жениху были А. С. Норов, Б. С. Шереметев и С. В. Шидловский; по невесте мать её В. П. Шереметева, брат С. С. Шетеметев и граф Д. Н. Шереметев. После этого Дёлер по требованию Николая I оставил концертную деятельность и поселился с женой в Москве. В 1848 году супруги направились в Париж, где Дёлер продолжил концертировать, однако в скором времени по болезни вынужден был прекратить исполнительскую карьеру.
Дёлеру принадлежит множество фортепианных сочинений, в том числе концерт для фортепиано с оркестром Op. 7 (1836), посвящённый Марии-Луизе Пармской и записанный в 2013 году Говардом Шелли, а также опера «Танкред» (1830), впервые поставленную на сцене в 1880 году, спустя полвека.
Воспоминания жены Дёлера о нём были записаны незадолго до её смерти и опубликованы в Москве в 1901 году.